# Taylor-Kegel

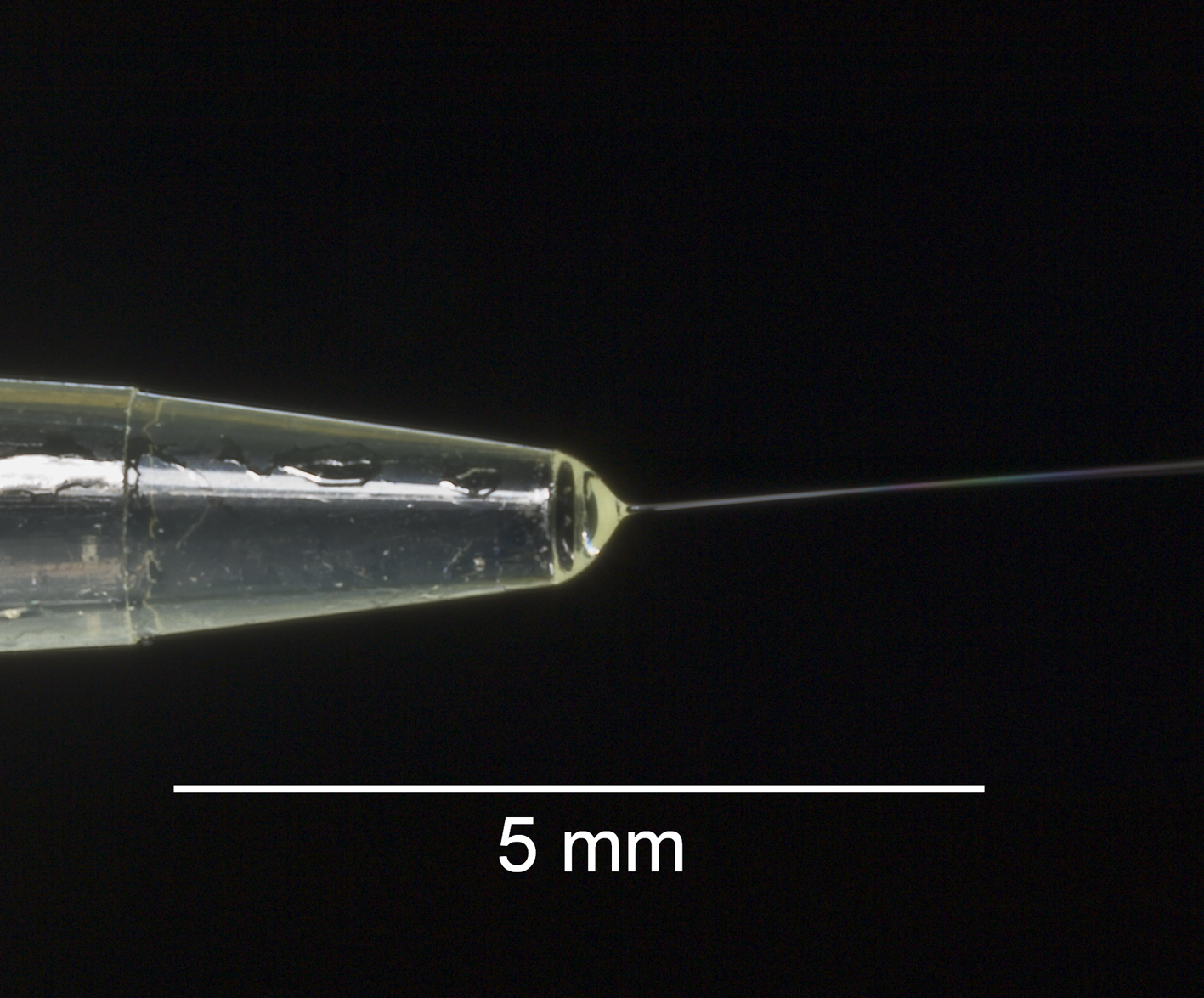
Foto eines Meniskus von Polyvinylalkohol in wässriger Lösung, welcher eine fadenartige Struktur aus einem Taylor-Kegel heraus ausbildet. Grundlage ist der Prozess des Elektrospinnens.

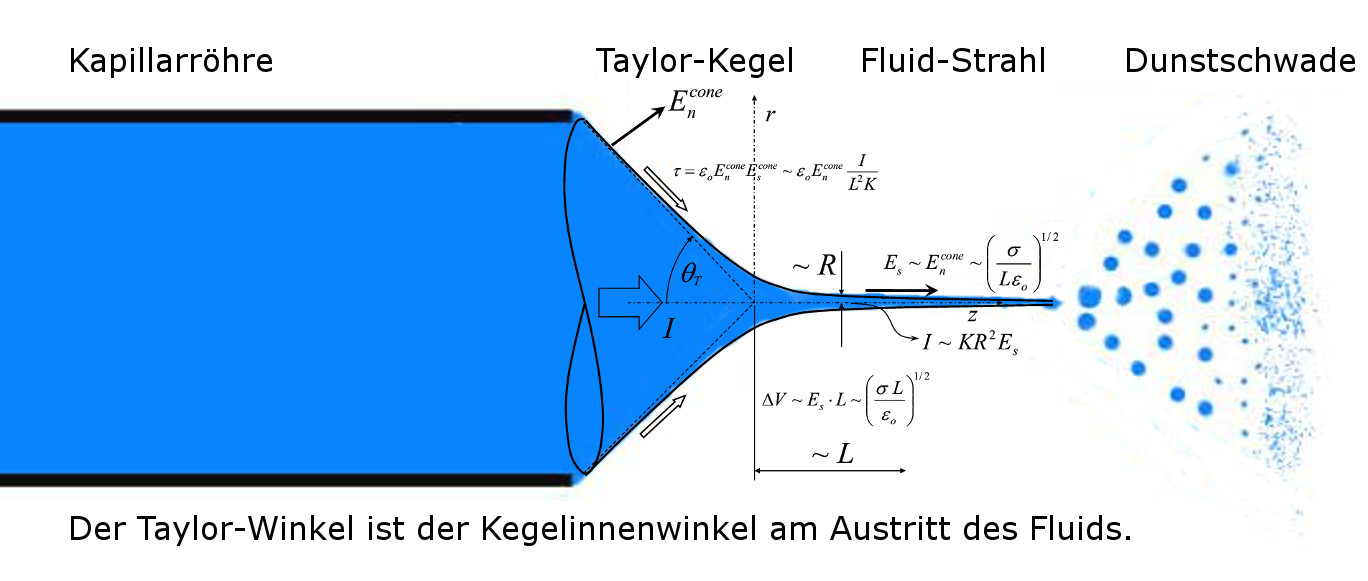
Modell der Geometrie im Taylor-Kegel, der aus den hydromechanischen Kräfteverhältnissen entsteht.

Der Taylor-Kegel (auch Taylor-Konus) ist die kegelförmige Deformation einer Flüssigkeitsoberfläche, die einem elektrischen Feld ausgesetzt ist. Die Deformation resultiert aus einem Kräftegleichgewicht zwischen der Gravitation, der Oberflächenspannung, dem inneren hydrostatischen Druck, dem äußeren Gasdruck und der elektrischen Kraft, die aus dem angelegten elektrischen Feld resultiert. Geoffrey Ingram Taylor beschrieb als erster Wissenschaftler die Kegelgeometrie anhand eines statischen Modells und kam zu dem Ergebnis, dass der Halbwinkel im Kräftegleichgewicht 49,3° beträgt.
Wird eine bestimmte kritische Feldstärke überschritten, so wird der Taylor-Kegel instabil und es bildet sich an der Kegelspitze ein dünner Flüssigkeitsfaden (sog. Jet), der unmittelbar nach der Emission in ein Spray aus feinen, hoch unipolar aufgeladenen Tropfen zerfällt (Elektrospray). Dieses Verfahren wird in der Praxis häufig benutzt, um monodisperse Aerosole (gasgetragene Tropfen mit einer schmalen Größenverteilung) oder Ionen zu erzeugen. Die Elektrospray-Ionisation (ESI) ist eine Standardionisationsmethode in der Massenspektrometrie.
Das Legendre-Polynom kann genutzt werden, um den Taylor-Winkel zu berechnen.